# Мопс (поэт)
Мопс (др.-греч. Μόψος) — в греческой мифологии поэт из племени пигмеев, сын женщины по имени Эноя, которая за отказ почитать богинь Геру и Артемиду была превращена в журавля.

## Мифология
Эта история основана на переложении мифа о Геране, царице пигмеев, которая была превращена в журавля из-за неуважительного отношения к богиням Гере и Артемиде.
Согласно данной интерпретации, автором которой является грамматик Антонин Либерал, будущий поэт Мопс родился в семье некой женщины по имени Эноя, происходившей из страны пигмеев, и её мужа Никодаманта. Эноя не почитала Геру и Артемиду, пренебрегала посвящёнными им праздниками. Однако по случаю рождения Мопса празднества были устроены, соплеменники Энои поднесли ей щедрые дары. Это вызвало резкое негодование со стороны Артемиды и Геры. Они решили проучить своенравную женщину и заодно показать пигмеям, кого именно им следует почитать и кому приносить дары. Гера превратила мать Мопса в журавля, после чего та потеряла всякое уважение у своих соплеменников. Те, кто ещё недавно приходил к ней с подарками, теперь оскорблял её и забрасывал камнями. Между Эноей и пигмеями разразилась война. Она была изгнана из племени и разлучена со своим любимым сыном. Иногда она всё ещё делала попытки навестить Мопса, прилетала в родные края, но каждый раз её бывшие соплеменники, извергая оскорбления в её адрес, забрасывали Эною камнями.